# 1. Fußball-Club Nürnberg Verein für Leibesübungen 1992-1993
Questa voce raccoglie le informazioni riguardanti il 1. Fußball-Club Nürnberg Verein für Leibesübungen nelle competizioni ufficiali della stagione 1992-1993.

## Stagione
Nella stagione 1992-1993 il Norimberga, allenato da Willi Entenmann, concluse il campionato di Bundesliga al 13º posto. In Coppa di Germania il Norimberga fu eliminato ai quarti di finale dall'Hertha Berlino II.

## Rosa
| N. |                      | Ruolo | Calciatore     |
| -- | -------------------- | ----- | -------------- |
| 3  | Germania (bandiera)  | D     | Thomas Brunner |
|    | Germania (bandiera)  | P     | Andreas Köpke  |
|    | Germania (bandiera)  | P     | Kurt Kowarz    |
|    | Germania (bandiera)  | D     | Markus Brand   |
|    | Germania (bandiera)  | D     | Jörg Dittwar   |
|    | Germania (bandiera)  | D     | Kay Friedmann  |
|    | Germania (bandiera)  | D     | Marco Kurz     |
|    | Germania (bandiera)  | D     | Frank Schmidt  |
|    | Germania (bandiera)  | D     | Uwe Wolf       |
|    | Germania (bandiera)  | D     | Rainer Zietsch |
|    | Germania (bandiera)  | C     | Markus Bäurle  |
|    | Argentina (bandiera) | C     | Sergio Bustos  |
|    | Germania (bandiera)  | C     | Hans Dorfner   |

| N. |                     | Ruolo | Calciatore           |
| -- | ------------------- | ----- | -------------------- |
|    | Germania (bandiera) | C     | Dirk Fengler         |
|    | Austria (bandiera)  | C     | Reinhold Hintermaier |
|    | Germania (bandiera) | C     | Jürgen Kramny        |
|    | Germania (bandiera) | C     | Sascha Licht         |
|    | Germania (bandiera) | C     | Marc Oechler         |
|    | Germania (bandiera) | C     | Manfred Schwabl      |
|    | Germania (bandiera) | C     | Thomas Seitz         |
|    | Germania (bandiera) | A     | Roger Diebel         |
|    | Germania (bandiera) | A     | Dieter Eckstein      |
|    | Germania (bandiera) | A     | Uwe Rösler           |
|    | Austria (bandiera)  | A     | Thomas Weissenberger |
|    | Germania (bandiera) | A     | Christian Wück       |

## Organigramma societario
Area tecnica
- Allenatore: Willi Entenmann
- Allenatore in seconda:
- Preparatore dei portieri:
- Preparatori atletici: Peter Kuhnt

## Calciomercato

### Sessione estiva
| Acquisti | Acquisti             | Acquisti              | Acquisti |
| R.       | Nome                 | da                    | Modalità |
| -------- | -------------------- | --------------------- | -------- |
| C        | Sergio Bustos        | Racing Club           |          |
| C        | Jürgen Kramny        | Stoccarda             |          |
| D        | Percy Olivares       | Sporting Cristal      |          |
| A        | Uwe Rösler           | Dinamo Dresda         |          |
| D        | Frank Schmidt        | Norimberga (juniores) |          |
| A        | Thomas Weissenberger | Spittal/Drau          |          |

| Cessioni | Cessioni                | Cessioni               | Cessioni |
| R.       | Nome                    | a                      | Modalità |
| -------- | ----------------------- | ---------------------- | -------- |
| C        | Michael Butrej          | Eintracht Braunschweig |          |
| C        | Günter Drews            | Bellinzona             |          |
| C        | André Golke             | Stoccarda              |          |
| D        | Hans-Jürgen Heidenreich | Lokomotive Lipsia      |          |
| D        | Joachim Philipkowski    | St. Pauli              |          |
| C        | Andreas Schöll          | TSV Vestenbergsgreuth  |          |
| C        | Martin Wagner           | Kaiserslautern         |          |
| C        | Uwe Weidemann           | Waldhof Mannheim       |          |
| A        | Reiner Wirsching        | Schweinfurt 05         |          |
| A        | Sergio Zárate           | Ancona                 |          |

### Sessione invernale
| Acquisti | Acquisti        | Acquisti      | Acquisti |
| R.       | Nome            | da            | Modalità |
| -------- | --------------- | ------------- | -------- |
| C        | Manfred Schwabl | Bayern Monaco |          |

| Cessioni | Cessioni       | Cessioni         | Cessioni |
| R.       | Nome           | a                | Modalità |
| -------- | -------------- | ---------------- | -------- |
| D        | Percy Olivares | Sporting Cristal |          |
| C        | Jens Krinke    | Neukirchen       |          |

## Risultati

### Bundesliga

#### Girone di andata
| Norimberga 14 agosto 1992, ore 20:00 CEST 1ª giornata | Norimberga | 0 – 0 referto | Werder Brema | Frankenstadion (35 000 spett.)\| Arbitro: \| Merk \| |
| Arbitro:                                              | Merk       |               |              |                                                      |

| Arbitro: | Aust |

|                         |           |  |
| Walter 6’, 18’ Knup 80’ | Marcatori |  |

| Arbitro: | Heynemann |

|  |           |          |
|  | Marcatori | 54’ Wück |

| Arbitro: | Ziller |

|  |           |            |
|  | Marcatori | 2’ Kirsten |

| Arbitro: | Wippermann |

|           |           |             |
| Krieg 80’ | Marcatori | 32’ Zietsch |

| Arbitro: | Stenzel |

|                   |           |            |
| Eckstein 49’, 66’ | Marcatori | 78’ Moutas |

| Gelsenkirchen 19 settembre 1992, ore 15:30 CEST 7ª giornata | Schalke 04 | 0 – 0 referto | Norimberga | Parkstadion (35 500 spett.)\| Arbitro: \| Mölm \| |
| Arbitro:                                                    | Mölm       |               |            |                                                   |

| Arbitro: | Harder |

|                         |           |  |
| Brunner 62’ Dorfner 85’ | Marcatori |  |

| Arbitro: | Führer |

|                             |           |  |
| Funkel 45’ (rig.) Hotić 85’ | Marcatori |  |

| Arbitro: | Assenmacher |

|              |           |               |
| Olivares 25’ | Marcatori | 21’, 27’ Bein |

| Arbitro: | Aust |

|                     |           |                          |
| Schößler 82’ (rig.) | Marcatori | 3’ Olivares 63’ Eckstein |

| Arbitro: | Strigel |

|                               |           |             |
| Köpke 45’ (rig.) Olivares 73’ | Marcatori | 33’ Trulsen |

| Arbitro: | Weber |

|            |           |  |
| Helmer 87’ | Marcatori |  |

| Arbitro: | Steinborn |

|                           |           |               |
| Olivares 51’ Eckstein 74’ | Marcatori | 30’ Emmerling |

| Arbitro: | Malbranc |

|                                                       |           |                         |
| Lusch 50’ Zorc 75’ (rig.) Reinhardt 89’ Chapuisat 90’ | Marcatori | 16’ Eckstein 63’ Kramny |

| Arbitro: | Kiefer |

|  |           |              |
|  | Marcatori | 52’ Pflipsen |

| Arbitro: | Prengel |

|  |           |             |
|  | Marcatori | 88’ Brunner |

#### Girone di ritorno
| Arbitro: | Assenmacher |

|                                        |           |  |
| Rufer 65’ (rig.) Herzog 69’ Hobsch 83’ | Marcatori |  |

| Arbitro: | Dardenne |

|                          |           |                      |
| Kramny 53’, 79’ Wück 58’ | Marcatori | 5’ Strunz 21’ Walter |

| Arbitro: | Führer |

|              |           |  |
| Eckstein 70’ | Marcatori |  |

| Arbitro: | Strampe |

|                        |           |              |
| Stöver 16’ Kirsten 85’ | Marcatori | 73’ Eckstein |

| Norimberga 19 marzo 1993, ore 20:00 CET 22ª giornata | Norimberga | 0 – 0 referto | Karlsruhe | Frankenstadion (34 300 spett.)\| Arbitro: \| Osmers \| |
| Arbitro:                                             | Osmers     |               |           |                                                        |

| Arbitro: | Merk |

|                                        |           |  |
| Wegmann 16’ Herrmann 29’ Aden 36’, 76’ | Marcatori |  |

| Arbitro: | Best |

|             |           |                                                         |
| Dorfner 37’ | Marcatori | 24’ Anderbrügge 25’ Mihajlović 76’ Borodjuk 83’ Büskens |

| Arbitro: | Kasper |

|                               |           |              |
| Bittengel 26’ Gorlukovich 48’ | Marcatori | 17’ Eckstein |

| Norimberga 16 aprile 1993, ore 20:00 CEST 26ª giornata | Norimberga | 0 – 0 referto | Kaiserslautern | Frankenstadion (29 000 spett.)\| Arbitro: \| Aust \| |
| Arbitro:                                               | Aust       |               |                |                                                      |

| Francoforte sul Meno 24 aprile 1993, ore 20:00 CEST 27ª giornata | Eintracht Francoforte | 0 – 0 referto | Norimberga | Waldstadion (26 000 spett.)\| Arbitro: \| Weber \| |
| Arbitro:                                                         | Weber                 |               |            |                                                    |

| Norimberga 28 aprile 1993, ore 20:00 CEST 28ª giornata | Norimberga | 0 – 0 referto | Dinamo Dresda | Frankenstadion (28 500 spett.)\| Arbitro: \| Habermann \| |
| Arbitro:                                               | Habermann  |               |               |                                                           |

| Arbitro: | Mölm |

|                     |           |  |
| Littbarski 67’, 71’ | Marcatori |  |

| Norimberga 8 maggio 1993, ore 15:30 CEST 30ª giornata | Norimberga | 0 – 0 referto | Bayern Monaco | Frankenstadion (50 114 spett.)\| Arbitro: \| Gläser \| |
| Arbitro:                                              | Gläser     |               |               |                                                        |

| Arbitro: | Osmers |

|                                                                    |           |          |
| Tschiskale 54’ (rig.) Emmerling 69’ Fink 83’ (rig.) Silberbach 89’ | Marcatori | 75’ Wück |

| Arbitro: | Strigel |

|              |           |                 |
| Eckstein 32’ | Marcatori | 55’, 62’ Sammer |

| Arbitro: | Führer |

|                                     |           |             |
| Pflipsen 50’ Kastenmaier 52’ (rig.) | Marcatori | 46’ Oechler |

| Arbitro: | Dardenne |

|                                                            |           |              |
| Eckstein 21’ Hintermaier 33’ Kristl 44’ (aut.) Brunner 85’ | Marcatori | 19’ Savichev |

### Coppa di Germania
| Arbitro: | Kuhne |

|          |           |                                                                                       |
| Kuhl 83’ | Marcatori | 1’ Wück 16’ Dorfner 45’ Eckstein 50’ Kramny 66’ (rig.) Fengler 69’ Rösler 88’ Zietsch |

| Arbitro: | Habermann |

|                      |           |                                     |
| Ottens 9’ Gronau 53’ | Marcatori | 11’ Rösler 42’ Eckstein 93’ Zietsch |

| Arbitro: | Wittke |

|                                                          |           |               |
| Bäurle 3’ Eckstein 32’ Rösler 102’ Wück 107’ Kramny 116’ | Marcatori | 20’, 89’ Putz |

| Arbitro: | Dardenne |

|                               |                      |                                  |
| Homp Jurgeleit Korell Cardoso | Tiri di rigore 2 – 4 | Oechler Kramny Dorfner Friedmann |

| Arbitro: | Kasper |

|                            |           |            |
| Zimmermann 69’ Lehmann 90’ | Marcatori | 89’ Bäurle |

## Statistiche

### Statistiche di squadra
| Competizione      | Punti | In casa | In casa | In casa | In casa | In casa | In casa | In trasferta | In trasferta | In trasferta | In trasferta | In trasferta | In trasferta | Totale | Totale | Totale | Totale | Totale | Totale | DR  |
| Competizione      | Punti | G       | V       | N       | P       | Gf      | Gs      | G            | V            | N            | P            | Gf           | Gs           | G      | V      | N      | P      | Gf     | Gs     | DR  |
| ----------------- | ----- | ------- | ------- | ------- | ------- | ------- | ------- | ------------ | ------------ | ------------ | ------------ | ------------ | ------------ | ------ | ------ | ------ | ------ | ------ | ------ | --- |
| Bundesliga        | 28    | 17      | 7       | 5       | 5       | 19      | 16      | 17           | 3            | 3            | 11           | 11           | 31           | 34     | 10     | 8      | 16     | 30     | 47     | -17 |
| Coppa di Germania | -     | 1       | 1       | 0       | 0       | 5       | 2       | 4            | 2            | 1            | 1            | 11           | 5            | 5      | 3      | 1      | 1      | 16     | 7      | +9  |
| Totale            | 28    | 18      | 8       | 5       | 5       | 24      | 18      | 21           | 5            | 4            | 12           | 22           | 36           | 39     | 13     | 9      | 17     | 46     | 54     | -8  |

### Andamento in campionato
| Giornata  | 1  | 2  | 3  | 4  | 5  | 6 | 7  | 8 | 9  | 10 | 11 | 12 | 13 | 14 | 15 | 16 | 17 | 18 | 19 | 20 | 21 | 22 | 23 | 24 | 25 | 26 | 27 | 28 | 29 | 30 | 31 | 32 | 33 | 34 |
| --------- | -- | -- | -- | -- | -- | - | -- | - | -- | -- | -- | -- | -- | -- | -- | -- | -- | -- | -- | -- | -- | -- | -- | -- | -- | -- | -- | -- | -- | -- | -- | -- | -- | -- |
| Luogo     | C  | T  | T  | C  | T  | C | T  | C | T  | C  | T  | C  | T  | C  | T  | C  | T  | T  | C  | C  | T  | C  | T  | C  | T  | C  | T  | C  | T  | C  | T  | C  | T  | C  |
| Risultato | N  | P  | V  | P  | N  | V | N  | V | P  | P  | V  | V  | P  | V  | P  | P  | V  | P  | V  | V  | P  | N  | P  | P  | P  | N  | N  | N  | P  | N  | P  | P  | P  | V  |
| Posizione | 13 | 17 | 13 | 15 | 14 | 9 | 11 | 8 | 10 | 10 | 9  | 8  | 10 | 9  | 10 | 10 | 9  | 10 | 9  | 7  | 9  | 9  | 11 | 13 | 13 | 13 | 12 | 12 | 14 | 12 | 14 | 14 | 15 | 13 |

Legenda:

Luogo: C = Casa; T = Trasferta. Risultato: V = Vittoria; N = Pareggio; P = Sconfitta.

### Statistiche dei giocatori
| Giocatore        | Bundesliga | Bundesliga | Bundesliga  | Bundesliga | Coppa di Germania | Coppa di Germania | Coppa di Germania | Coppa di Germania | Totale   | Totale | Totale      | Totale     |
| Giocatore        | Presenze   | Reti       | Ammonizioni | Espulsioni | Presenze          | Reti              | Ammonizioni       | Espulsioni        | Presenze | Reti   | Ammonizioni | Espulsioni |
| ---------------- | ---------- | ---------- | ----------- | ---------- | ----------------- | ----------------- | ----------------- | ----------------- | -------- | ------ | ----------- | ---------- |
| M. Brand         | 9          | 0          | 2           | 0          | 0                 | 0                 | 0                 | 0                 | 9        | 0      | 2           | 0          |
| T. Brunner       | 25         | 3          | 5           | 0          | 3                 | 0                 | 0                 | 0                 | 28       | 3      | 5           | 0          |
| S. Bustos        | 6          | 0          | 0           | 0          | 3                 | 0                 | 0                 | 0                 | 9        | 0      | 0           | 0          |
| M. Bäurle        | 15         | 0          | 3           | 0          | 4                 | 2                 | 0                 | 0                 | 19       | 2      | 3           | 0          |
| R. Diebel        | 0          | 0          | 0           | 0          | 0                 | 0                 | 0                 | 0                 | 0        | 0      | 0           | 0          |
| J. Dittwar       | 5          | 0          | 2           | 0          | 1                 | 0                 | 0                 | 0                 | 6        | 0      | 2           | 0          |
| H. Dorfner       | 23         | 2          | 8           | 0          | 4                 | 1                 | 2                 | 0                 | 27       | 3      | 10          | 0          |
| D. Eckstein      | 33         | 10         | 6           | 1          | 5                 | 3                 | 2                 | 0                 | 38       | 13     | 8           | 1          |
| D. Fengler       | 21         | 0          | 6           | 1          | 2                 | 1                 | 1                 | 0                 | 23       | 1      | 7           | 1          |
| K. Friedmann     | 13         | 0          | 1           | 0          | 2                 | 0                 | 1                 | 0                 | 15       | 0      | 2           | 0          |
| R. Hintermaier   | 5          | 1          | 3           | 0          | 0                 | 0                 | 0                 | 0                 | 5        | 1      | 3           | 0          |
| K. Kowarz        | 3          | 0          | 2           | 0          | 0                 | 0                 | 0                 | 0                 | 3        | 0      | 2           | 0          |
| J. Kramny        | 28         | 3          | 6           | 0          | 4                 | 2                 | 0                 | 0                 | 32       | 5      | 6           | 0          |
| M. Kurz          | 34         | 0          | 5           | 0          | 5                 | 0                 | 1                 | 0                 | 39       | 0      | 6           | 0          |
| A. Köpke         | 32         | 1          | 0           | 1          | 5                 | 0                 | 0                 | 0                 | 37       | 1      | 0           | 1          |
| S. Licht         | 1          | 0          | 1           | 0          | 0                 | 0                 | 0                 | 0                 | 1        | 0      | 1           | 0          |
| M. Oechler       | 31         | 1          | 6           | 0          | 5                 | 0                 | 1                 | 0                 | 36       | 1      | 7           | 0          |
| P. Olivares      | 19         | 4          | 3           | 0          | 4                 | 0                 | 2                 | 0                 | 23       | 4      | 5           | 0          |
| U. Rösler        | 28         | 0          | 3           | 2          | 3                 | 3                 | 1                 | 0                 | 31       | 3      | 4           | 2          |
| F. Schmidt       | 0          | 0          | 0           | 0          | 1                 | 0                 | 1                 | 0                 | 1        | 0      | 1           | 0          |
| M. Schwabl       | 14         | 0          | 1           | 0          | 0                 | 0                 | 0                 | 0                 | 14       | 0      | 1           | 0          |
| T. Seitz         | 2          | 0          | 0           | 0          | 0                 | 0                 | 0                 | 0                 | 2        | 0      | 0           | 0          |
| T. Weissenberger | 13         | 0          | 1           | 0          | 2                 | 0                 | 1                 | 0                 | 15       | 0      | 2           | 0          |
| U. Wolf          | 19         | 0          | 5           | 0          | 3                 | 0                 | 1                 | 0                 | 22       | 0      | 6           | 0          |
| C. Wück          | 30         | 3          | 6           | 0          | 4                 | 2                 | 0                 | 1                 | 34       | 5      | 6           | 1          |
| R. Zietsch       | 28         | 1          | 5           | 1          | 5                 | 2                 | 0                 | 0                 | 33       | 3      | 5           | 1          |